# International Financial Reporting Standards
International Financial Reporting Standards (IFRS) er nogle internationale regnskabsstandarder udgivet af standardorganet IASB International Accounting Standards Board siden 2001.
IASB kræver betaling for abonnementer på deres standarder, men nyhedsoversigter er tilgængelige på www.iasb.org. Alle de store revisionshuse har en IFRS hjemmeside, som gengiver nyhederne og tilføjer kommentarer, f.eks. Deloitte's hjemmeside www.iasplus.com.
IFRS-reglerne blev vedtaget af EU i 2002. Alle børsnoterede selskaber i EU skal afrapportere deres koncernregnskab efter IFRS-reglerne fra året 2005 af. 
IFRS er principbaseret med elementer af detaljestyring.
Teknisk minder IFRS stærkt om den amerikanske US-GAAP (US Generally Accepted Accounting Principles), som udgives af FASB (Financial Accounting Standards Board, www.fasb.org) og ophøjes til lov for selskaber noteret på amerikanske børser af SEC (Securities and Exchange Commission, www.sec.gov).
I modsætning til IFRS er US-GAAP regelbaseret, hvor regler tilføjes løbende (hovsa-princippet) med det resultat, at virksomheder kan følge reglerne til punkt og prikke og samtidig levere vildledende regnskaber, i strid med standardens hensigt. Enron er et glimrende eksempel.
IASB og FASB samarbejder faktisk om at bringe de to standarder så tæt på hinanden som muligt.
Der foregår i øjeblikket (2009) diskussioner i USA, hvorvidt IFRS skal indføres som amerikansk standard. SEC forventer at konkludere på diskussionen i 2011. Hvis konklusionen er positiv, kan USA gå over til IFRS i 2014 eller kort derefter.
Både IFRS og US-GAAP har som deres erklærede formål at forsyne kreditorer og investorer med den nødvendige og relevante information til at træffe deres beslutninger på.
Det giver ofte anledning til konflikter i situationer, hvor de gamle, nationale regnskabsstandarders krav (eller mangel på samme) typisk har tilgodeset virksomhederne frem for investorerne. F.eks. den franske og tyske finans- og forsikringsindustri udfører heftigt lobby arbejde nationalt og i EU for at beholde gamle privilegier og undtagelser – på investorernes bekostning.
IFRS bruges i dag (2009) i mere end 100 lande, så EUs tilbøjelighed til at behandle IFRS som deres private legeplads er begyndt at blive problematisk, hvis man vil tage "International" i IFRS alvorligt.
Når/hvis Australien, Canada, Japan og USA går over til IFRS, kan EUs nuværende tilgang ligefrem give anledning til internationale kriser.

## Principbaserede standarder
Regnskabsaflæggere skal bl.a. tage stilling til om noget er sandsynlig, pålidelig, relevant, om det giver en dækkende fremstilling, er væsenting, er betydelig og opfylder de balanceorienterede definitioner, uden at disse kvalitetskrav og definitioner har fået et nærmere bestemt indhold.
Grundet de lidt løst formulerede hovedkrav opstiller IASB med tiden større samlinger af forklaringer for at afdække optrådte problemstillinger, men trods den egentligt principbaserede tilgang er der en række interpretationsmuligheder.

## Underklasser
IASBs arbejde dækker over forskellige afrapporteringsformål. Trods omlægningen af betegnelsen IAS til IFRS, bevarer gamle standarder som IAS 39 deres navne. IAS 39 dækker over rapporteringen af finansielle kontrakter.
Alt i alt dækker IFRS regnskabsføringen for alt fra udtømte oliekilder over pensionsforpligtelser til investering i finansielle instrumenter.
IASB er i færd med at erstatte IAS 39 med en ny standard med betegnelsen IFRS 9. Processen er delt i 3 faser. Fase 1 blev vedtaget i november 2009 med effekt fra senest 2013 og handler om klassifikation og grundlæggende bogføring for værdipapirer. Fase 2 handler om matematisk regulering af obligationer (lidt i stil med den tidligere danske realrenteafgiftberegning) og impairment – varige værdiforringelser. Fase 2 blev sendt ud til kommentar i november 2009 og forventes vedtaget i 2010. Fase 3 handler om hedge accounting (regnskabsføring for afdækningsforretninger) og forventes udsendt til kommentar i december 2009 – januar 2010 med vedtagelse i 2010.